# Grijsgestreepte buizerd
De grijsgestreepte buizerd (Buteo nitidus) is een roofvogel uit de familie der havikachtigen (Accipitridae).

## Kenmerken
De lichaamslengte bedraagt ongeveer 43 cm met een spanwijdte van 90 cm. Het gewicht van het mannetje varieert van 430 tot 495 gram, van het vrouwtje 520 tot 590 gram.

## Verspreiding en leefgebied
Deze soort komt voor in Midden- en Zuid-Amerika en telt drie ondersoorten:
- B. n. blakei: van zuidwestelijk Costa Rica tot westelijk Ecuador.
- B. n. nitidus: Trinidad en het noordelijk Amazonebekken.
- B. n. pallidus: zuidelijk Brazilië, oostelijk Bolivia, Paraguay en noordelijk Argentinië.

## Status
De grootte van de populatie is in 2019 geschat op 0,5-5 miljoen volwassen vogels. Op de Rode lijst van de IUCN heeft deze soort de status niet bedreigd.